# Макрана
Макра́на (англ. Makrana, хинди मकराना) — город в северо-западной части Индии, в штате Раджастхан, на территории округа Нагаур.

## География
Город находится в центральной части Раджастхана, на высоте 407 метров над уровнем моря.
Макрана расположена на расстоянии приблизительно 100 километров к западу от Джайпура, административного центра штата и на расстоянии 285 километров к юго-западу от Нью-Дели, столицы страны.

## Демография
По данным официальной переписи 2011 года, население составляло 116 245 человек, из которых мужчины составляли 51,7 %, женщины — соответственно 48,3 % . Уровень грамотности населения составлял 54,6 %.

Динамика численности населения города по годам:
| 1991   | 2001   | 2011    |
| ------ | ------ | ------- |
| 59 714 | 83 329 | 116 245 |

## Экономика и транспорт
Главным продуктом городского экспорта является мрамор.
Сообщение Макраны с другими городами осуществляется посредством железнодорожного и автомобильного транспорта.
Ближайший гражданский аэропорт расположен в городе Нагаур.